# Cầu vồng hoàng kim
Cầu vồng hoàng kim (tiếng Hàn: 황금 무지개; Romaja: Hwanggeum Mujigae) là một bộ phim truyền hình Hàn Quốc 2013 với sự tham gia của diễn viên Uee, Jung Il-woo, Cha Ye-ryun và Lee Jae-yoon. Phim được chiếu trên MBC từ 2 tháng 11 năm 2013 đến 30 tháng 3 năm 2014 vào mỗi thứ 7&chủ nhật lúc 21:55 gồm 41 tập.
Tại Việt Nam, phim được TVM Corp. mua bản quyền và phát sóng trên kênh HTV3.

## Nội dung
Bộ phim kể về câu chuyện của một gia đinh có sáu người con.Điều đặc biệt ở đây là cả sáu đứa trẻ đều được ông Kim Han Joo nhận nuôi.Ông từng vì người phụ nữ mình yêu,bà Yoon Joung Hae mà phải ngồi tù nhiều lần.Ông Han Joo,ông Jin Ki sau này là phó chủ tịch tập đoàn thủy sản Hoàng Kim và ông Ok Jo,cả ba đều sống trong trại trẻ mồ côi từ nhỏ.Ông Jin Ki có rất nhiều tham vọng,ông đã từ bỏ vợ con của mình để làm rể tập đoàn thủy sản Hoàng Kim.Ông lập ra âm mưu lật đổ bà chủ tịch Kang Jun Sin để mình ngồi lên vị trí đó.Bà Young Hae từng là con dâu của bà Kang.Vì cho rằng bà chủ tịch Kang đã hại chết con mình nên bà Young Hae đã lấy trộm 3 triệu đô để lập ra âm mưu lập đổ kẻ thù giết con.Hai người đã hợp tác tổ chức việc buôn lậu vàng trong đó có sự tham gia của Kim Man Won (con trai ông Han Joo),Ông Han Joo vì muốn cứu con nên đã đến nhà kho nơi chứa hàng lậu. Ông châm lửa đốt chúng để phá hủy chứng cứ. Nào ngờ cậu con trai 8 tuổi của ông đang nấp trong đó,lúc ông biết được thì đã quá muộn, thằng bé qua đời vì viêm phổi nặng. Ông Han Joo bị cảnh sát bắt vì tội buôn lậu mà không kịp nhìn mặt con lần cuối.Trước toà,ông đã nhận hết tội về mình để không phải liên lụy đến ai nhất là bà Young Hae, người ông luôn yêu.Một lần nữa, ông Han Joo lại ngồi tù vì bà Young Hae. Trên đường chạy trốn lên Seun vì sợ bị đưa vào trại trẻ mồ côi,anh em Man Won lạc mất đứa em út Kim Young Won. Đến thủ đô Seun,Kim Man Won đã bỏ học để trở thành xã hội đen kiếm tiền nuôi em.Sau mỗi lần làm việc tại các quán Bar kể cả việc đi đánh nhau đòi nợ, Kim Man Won lại trở về với bộ dạng một người đánh cá hiền lành,lừa dối các em. Biết cha mình bị oan,cô con gái nhì của ông,Kim Beak Won trở thành cảnh sát để tìm cách minh oan cho cha và tìm ra tung tích đứa em bị lạc năm xưa.Con trai ông Jin Ki trở thành công tố viên cùng Beak Won tìm ra sự thật việc cha mình phạm tội.Bà Young Hae nhận đứa con của ông Han Joo làm con,đặt tên là Yoon Ha Bin tức tên đứa con đã mất của mình. Yoon Ha Bin là từng là con của một tên nghiện rượu, tuổi thơ cô toàn những cái đánh đập toàn nhẫn từ người cha ruột. Để thoát khỏi sự đau khổ, cô đã đến đồn cảnh sát tố cáo ông tội cướp của giết người và ông phải nhận án tù chung thân.Sau khi trở thành con gái bà Young Hae,Yoon Ha Bin được đi du học và là một luật sư tài giỏi. Cô đã cùng bà Young Hae lập mưu chiếm đoạt tài sản của"Gấu Trắng" Katanabe Wataru để lật đổ bà chủ tịch Kang.Nhưng rồi vì sự tham lam, sự ham muốn thoát khỏi số phận đau khổ năm xưa. Ha Bin đã mặt sự ngăn cản của mẹ, giả vờ mình là con ruột bà Young Hae tức cháu nội bà Kang để cuộc đời mình được thay đổi. Cô còn tranh giành tình yêu với Baek Won, cậu Do Young(con trai ông Jin Ki)Sau này,sự thật được hé lộ, Kim Baek Won chính là con gái ruột của bà Young Hae, là cháu gái của tập đoàn thủy sản Hoàng Kim.Ông Han Joo là người đầu tiên biết sự thật đó, nên ông Jin Ki đã giết chết ông để sự thật mãi bị chôn vùi sau đó tạo dựng một vụ tai nạn giao thông do xe mất thắng.Bà Kang mắc bệnh mất trí nhớ.Lợi dụng điều đó,ông Jin Ki đã đưa bà Kang vào viện dưỡng lão và ngồi lên ghế chủ tịch.Không còn cách nào để tố giác tội ác của cha, cậu Do Young quyết định bỏ nghề Công tố viên vào làm việc cho tập đoàn Hoàng Kim.Một mặt giúp cha bảo vệ ghế chủ tịch, một mặt âm thầm giúp Baek Won tố cáo cha.Bên cạnh đó,bà Young Hae,Ha Bin giả,bà Kang đều cùng nhau lật đổ ông Ji Ki,bắt ông phải trả giá vì tất cả tội lỗi đã gây ra..

## Phân vai

### Nhân vật chính
- Uee vai Kim Baek-won / Jang Ha-bin [2][3][4][5][6]
  - Kim Yoo-jung as teenage Baek-won[7]
  - Lee Chae-mi vai nhóc Baek-won
- Jung Il-woo vai Seo Do-young[8][9][10]
  - Oh Jae-moo vai Do-young tuổi teen
- Cha Ye-ryun vai Kim Chun-won / Yoon Ha-bin 
  - Song Yoo-jung vai Chun-won tuổi teen
- Lee Jae-yoon vai Kim Man-won 
  - Seo Young-joo vai Man-won tuổi teen
  - Jeon Joon-hyuk vai nhóc Man-won
- Kim Sang-joong vai Kim Han-joo
- Do Ji-won vai Yoon Young-hye
- Jo Min-ki vai Seo Jin-ki
- Ahn Nae-sang vai Chun Eok-jo

### Nhân vật phụ
Gia đình của Kim Han-joo
- Choi Soo-im vai Kim Shib-won 
  - Ahn Seo-hyun vai Shib-won khi trẻ
- Lee Ji Hoon bai Kim Yeol-won
  - Jung Yoon-seok vai Yeol-won khi trẻ
- Kim Tae-joon vai Kim Il-won
- Park Seon-ho vai Kim Young-won 
  - Choi Ro-woon vai Young-won khi trẻ

Gia đình của Seo Jin-ki
- Park Won-sook vai Kang Jung-shim
- Ji Soo-won vai Jang Mi-rim
- Jae Shin vai Seo Tae-young
  - Lee Seung-ho vai Tae-young tuổi teen

Gia đình của Chun Eok-jo
- Kim Hye-eun vai Yang Se-ryun
- Ryu Dam vai Chun Soo-pyo
  - Kim Dong-hyun vai Soo-pyo tuổi teen

Phân vai khác
- Lee Won-pal vai Park Woong
- Lee Hee-jin vai Park Hwa-ran
- Lee Dae-yeon vai Kim Jae-soo
- Seo Hyun-chul vai Kang Dong-pal
- Kim Dae-ryung vai Choi Kang-do
- Park Woo-chun vai Jung Jae-hong
- Kim Ki-joon vai Oh Kwang-hyuk
- Kang Ji-won vai Oh Eun-ji

## Giải thưởng và đề cử
| Năm  | Giải                                 | Thể loại                                             | Người nhận                     | Kết quả      |
| ---- | ------------------------------------ | ---------------------------------------------------- | ------------------------------ | ------------ |
| 2013 | MBC Drama Awards                     | Golden Acting Award, Actor                           | Kim Sang-joong                 | Đoạt giải    |
| 2013 | MBC Drama Awards                     | Excellence Award, Actor in a Special Project Drama   | Jung Il-woo                    | Đề cử        |
| 2013 | MBC Drama Awards                     | Excellence Award, Actress in a Special Project Drama | Uee                            | Đoạt giải    |
| 2014 | 9th Seoul International Drama Awards | Outstanding Korean Drama OST                         | The Moon Cries - Ulala Session | Chưa công bố |
| 2014 | 9th Seoul International Drama Awards | Outstanding Korean Drama OST                         | Only You - Kim Jang-hoon       | Chưa công bố |
| 2014 | 9th Seoul International Drama Awards | Outstanding Korean Drama                             | Cầu vồng hoàng kim             | Chưa công bố |